# Taça de Portugal de Hóquei em Patins Feminino de 2011–12
A Taça de Portugal de Hóquei em Patins Feminino de 2011–12, foi a 20ª edição da Taça de Portugal, ganha pelo GDR "Os Lobinhos" (2º título).

## Final
A final four foi disputada a 1 de Julho de 2012.
|            | Resultado |                   |
| ---------- | --------- | ----------------- |
| HC Turquel | 2 – 4     | GDR "Os Lobinhos" |

## Meias-finais
As partidas foram disputadas a 30 de Junho de 2012.
|                    | Resultado |                   |
| ------------------ | --------- | ----------------- |
| AD Sanjoanense     | 2 – 3     | HC Turquel        |
| Ass. Acad. Coimbra | 0 – 5     | GRD “Os Lobinhos” |

## 2ª Eliminatória
As partidas foram disputadas a 25 de Abril de 2012.
|                    | Resultado |                   |
| ------------------ | --------- | ----------------- |
| Ass. Acad. Coimbra | 3 – 1     | ACR Gulpilhares   |
| HC Turquel         | 6 – 1     | AC Tojal          |
| ACD Vila Boa Bispo | 2 – 4     | GRD “Os Lobinhos” |
| FC ALverca         | 2 – 4     | AD Sanjoanense    |

## 1ª Eliminatória Zona Norte
As partidas foram disputadas a 17 de Março de 2012 é a última a 18 de Março 2012.
|                    | Resultado |                    |
| ------------------ | --------- | ------------------ |
| AF Arazede         | 2 – 3     | ACD Vila Boa Bispo |
| GD Fânzeres        | 2 – 6     | ACR Gulpilhares    |
| AD Sanjoanense     | 4 – 2     | CH Carvalhos       |
| Ass. Acad. Coimbra | 6 – 1     | HC Mealhada        |

## 1ª Eliminatória Zona Sul
As duas primeiras partidas foram disputadas a 17 de Março de 2012 é a última a 21 de Marco de 2012. Isento: AC Tojal
|              | Resultado |                   |
| ------------ | --------- | ----------------- |
| HC Portimão  | 1 – 6     | GRD “Os Lobinhos” |
| HC Turquel   | 4 – 2     | CD Boliqueime     |
| UDC Nafarros | 0 – 1     | FC Alverca        |